# Prêmio Bibi Ferreira 2016
A 4ª Edição da Cerimônia de Entrega dos Prêmios Bibi Ferreira ocorreu no dia 20 de setembro de 2016, no Teatro Santander, na cidade de São Paulo.
Ao todo, 24 produções profissionais foram acompanhadas pelo comitê de indicação – composto por Charles Dalla, Jamil Dias, Maiza Tempesta, Rubens Ewald Filho e Ubiratan Brasil; e compõem a tão esperada lista de indicados.

## Cerimônia
O período de elegibilidade se iniciou em 1 de julho de 2015 e se estendeu até 30 de junho de 2016, acompanhando produções de musicais. Em 1 de agosto foram anunciados os indicados às 19 categorias.
A cerimônia foi apresentada por Alessandra Maestrini.

## Indicados e vencedores[4]
| Melhor Musical | Melhor Musical Brasileiro |
| --- | --- |
| Wicked - Gabriela, um Musical - Gilberto Gil, Aquele Abraço - Cinderella - We Will Rock You | Gabriela, um Musical - 4 Faces do Amor - Gilberto Gil, Aquele Abraço |
| Melhor Versão em Musicais | Melhor Direção em Musicais |
| Meu Amigo Charlie Brown – Mariana Elisabetsky - Ou Tudo Ou Nada - Artur Xexéo - Wicked - Mariana Elisabetsky e Victor Mühlethaler                                                                      | João Falcão – Gabriela, um Musical - Charles Möeller - Cinderella - Gustavo Gasparini - Gilberto Gil, Aquele Abraço - José Possi Neto - Antes Tarde do que Nunca - Tadeu Aguiar - Ou Tudo Ou Nada |
| Melhor Ator | Melhor Atriz |
| Leandro Luna – Meu Amigo Charlie Brown - Danilo Dal Farra - Gabriela, um Musical - Miguel Falabella - Antes Tarde do que Nunca - Mouhamed Harfouch - Ou Tudo Ou Nada - Ruy Brissac - O Musical Mamonas | Fabi Bang – Wicked - Amanda Acosta - O Primeiro Musical a Gente Nunca Esquece - Bianca Tadini - Cinderella - Marisa Orth - Mulheres à Beira de um Ataque de Nervos - Myra Ruiz - Wicked           |
| Ator Coadjuvante | Atriz Coadjuvante |
| Patrick Amstalden – O Musical Mamonas - André Dias - Ou Tudo Ou Nada - Mateus Ribeiro - Meu Amigo Charlie Brown - Maurício Tizumba - Gabriela, um Musical - Nicholas Maia - We Will Rock You           | Jana Amorim – Antes Tarde do que Nunca - Giulia Nadruz - Cinderella - Paula Capovilla - Meu Amigo Charlie Brown - Thais Piza - We Will Rock You - Totia Meirelles - Cinderella                    |
| Revelação em Musicais | Direção Musical |
| Ruy Brissac – O Musical Mamonas - Daniela Blois - Gabriela, um Musical - Lucy Alves - O Musical Mamonas                                                                                                | Nando Duarte – Gilberto Gil, Aquele Abraço - Carlos Bauzys - Cinderella - Tó Brandilone - Gabriela, um Musical                                                                                    |
| Melhor Cenografia | Melhor Figurino |
| Cinderella – Rogério Falcão - Antes Tarde do que Nunca - Renato Theobaldo - Raia 30 - Gringo Cardia | Antes Tarde do que Nunca – Fabio Namatame - Gabriela, um Musical - Simone Mina - Garrincha - Carlos Soto                                                                                          |
| Melhor Roteiro Original | Melhor Letra e Música |
| 4 Faces do Amor – Eduardo Bakr - Gabriela, um Musical - João Falcão - Nuvem de Lágrimas - Anna Toledo                                                                                                  | Memórias de um Gigolô – Josimar Carneiro - Os Dez Mandamentos - Wladimir Pinheiro - Uma Luz Cor de Luar - Thiago Gimenes                                                                          |
| Melhor Coreografia | Melhor Arranjo Original |
| Antes Tarde do que Nunca – Fernanda Chamma - Gabriela, um Musical - Lu Brites - Raia 30 - Tania Nardini                                                                                                | Gilberto Gil, Aquele Abraço – Nando Duarte - 4 Faces do Amor - Liliane Secco - Gabriela, um Musical - Guilherme Borges e Tó Brandileone                                                           |
| Melhor Desenho de Luz | Melhor Desenho de Som |
| Gabriela, um Musical – Cesar de Ramires - Garrincha - John Torres e Rodberton Wilson - Gilberto Gil, Aquele Abraço - Paulo Cesar Medeiros                                                              | Gilberto Gil, Aquele Abraço – Branco Ferreira - Antes Tarde do que Nunca - Fernando Fortes - Gabriela, um Musical - Tocko Michelazzo                                                              |

- Voto Popular: Wicked

## Resumo
Lista de espetáculos com mais de uma indicação:
| Programa                    | Indicações | Vitórias |
| --------------------------- | ---------- | -------- |
| Gabriela, um Musical        | 13         | 3        |
| Antes Tarde do que Nunca    | 7          | 3        |
| Gilberto Gil, Aquele Abraço | 7          | 3        |
| Cinderella                  | 7          | 1        |
| Meu Amigo Charlie Brown     | 4          | 2        |
| Ou Tudo ou Nada             | 4          | 2        |
| O Musical Mamonas           | 4          | 2        |
| Wicked                      | 4          | 2        |
| 4 Faces do Amor             | 3          | 1        |
| We Will Rock You            | 3          | 0        |
| Garrincha                   | 2          | 0        |
| Raia 30                     | 2          | 0        |